# Tenochtitlan

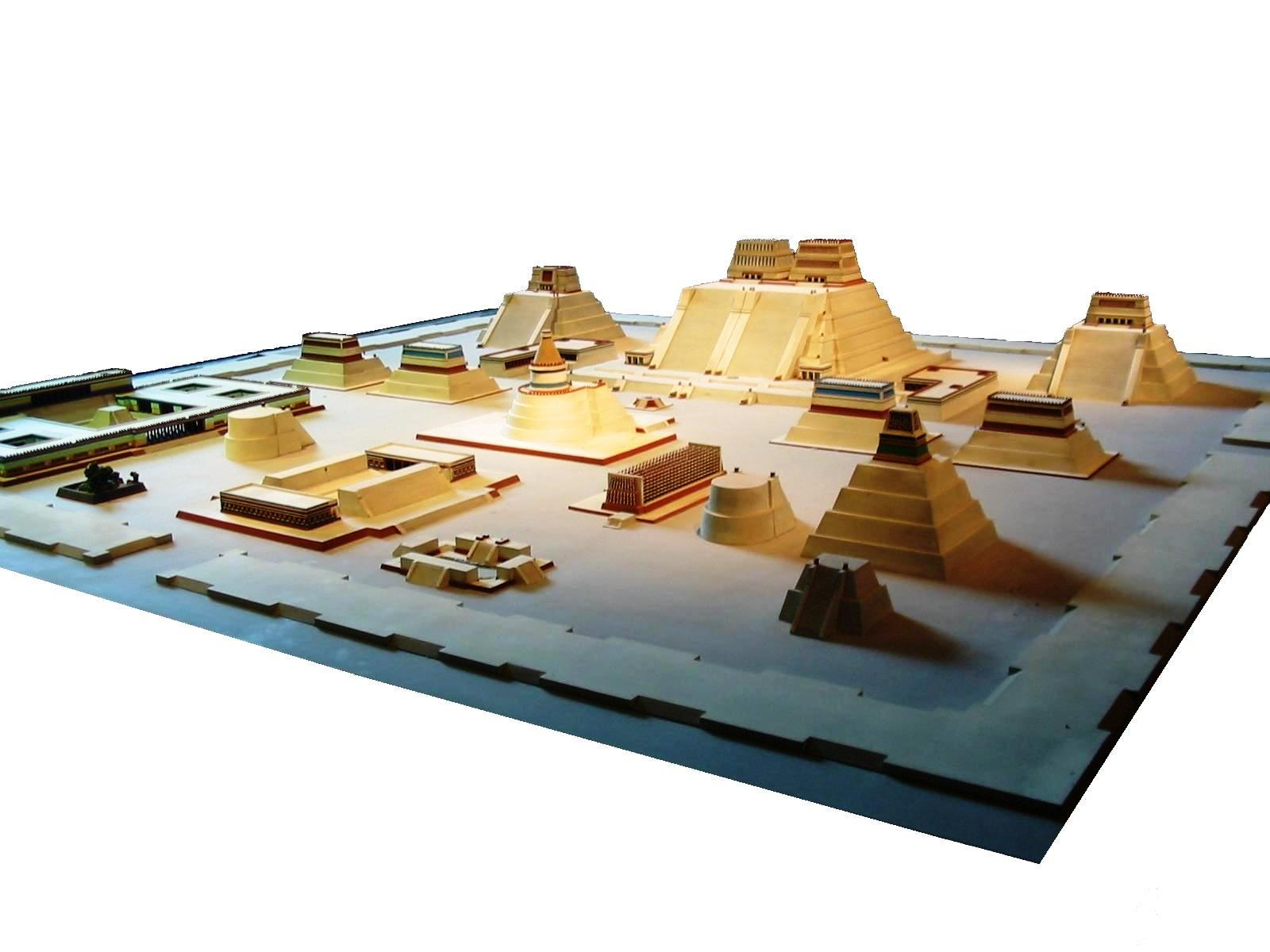
Modell des Tempelbezirks von Tenochtitlan mit dem Templo Mayor in der Mitte (Museo Nacional de México, Mexiko-Stadt). Die Rekonstruktion ist durch die Ausgrabungen im Stadtzentrum rund um den Templo Mayor zum Teil überholt.

Tenochtitlan (Nahuatl Tenōchtitlanⓘ, IPA: [te.noːʧ.'ti.tɬan] mit langem o und Betonung auf dem i, spanisch Tenochtitlán) war vom 14. bis Anfang des 16. Jahrhunderts die Hauptstadt des Reiches der Azteken, bis sie von den spanischen Konquistadoren erobert und zerstört wurde.
Vermutlich lebten zu Beginn des 16. Jahrhunderts, als die ersten Spanier dort eintrafen, mehr als einhunderttausend Menschen in der Stadt. Sie war damit die größte Stadt des amerikanischen Kontinents und eine der größten weltweit. Ihre Überreste sind fast vollständig von der heutigen mexikanischen Hauptstadt Mexiko-Stadt überbaut. Die wenigen verbliebenen Ruinen im modernen Stadtzentrum gehören seit 1987 zum Weltkulturerbe der UNESCO.
Der Name bedeutet „Stadt des Tenōch“. Der Name Tenōch ist wiederum gebildet aus te(tl) „Stein“ und nōch(tli) „Kaktusfeige“ (die Frucht von Opuntia vulgaris). Die häufig vorgetragene Deutung als „Stadt des Steinkaktus“ ist deshalb schwer zu rechtfertigen.

## Lage
Tenochtitlan lag auf mehreren Inseln im westlichen Teil des Texcoco-Sees, der im Tal von Mexiko auf etwa 2240 Metern Höhe liegt. Im Norden, Osten und Süden wird das Tal von einem Gebirgszug umgeben, der von den Vulkanen Popocatépetl und Iztaccíhuatl beherrscht wird. Die Stadt war über fünf Dammwege nach Norden, Westen und Süden mit dem Festland verbunden. Auf einer Nachbarinsel im Norden, von Tenochtitlan nur durch einen Kanal getrennt, lag die zunächst noch unabhängige Stadt Tlatelolco.
Heute gibt es den Texcoco-See nicht mehr in seiner früheren Ausdehnung, da er von den Spaniern schrittweise trockengelegt wurde. Nur in Xochimilco im Süden der heutigen Mexiko-Stadt bilden noch kleine Gewässer einen letzten Überrest des Sees.

## Aufbau der Stadt

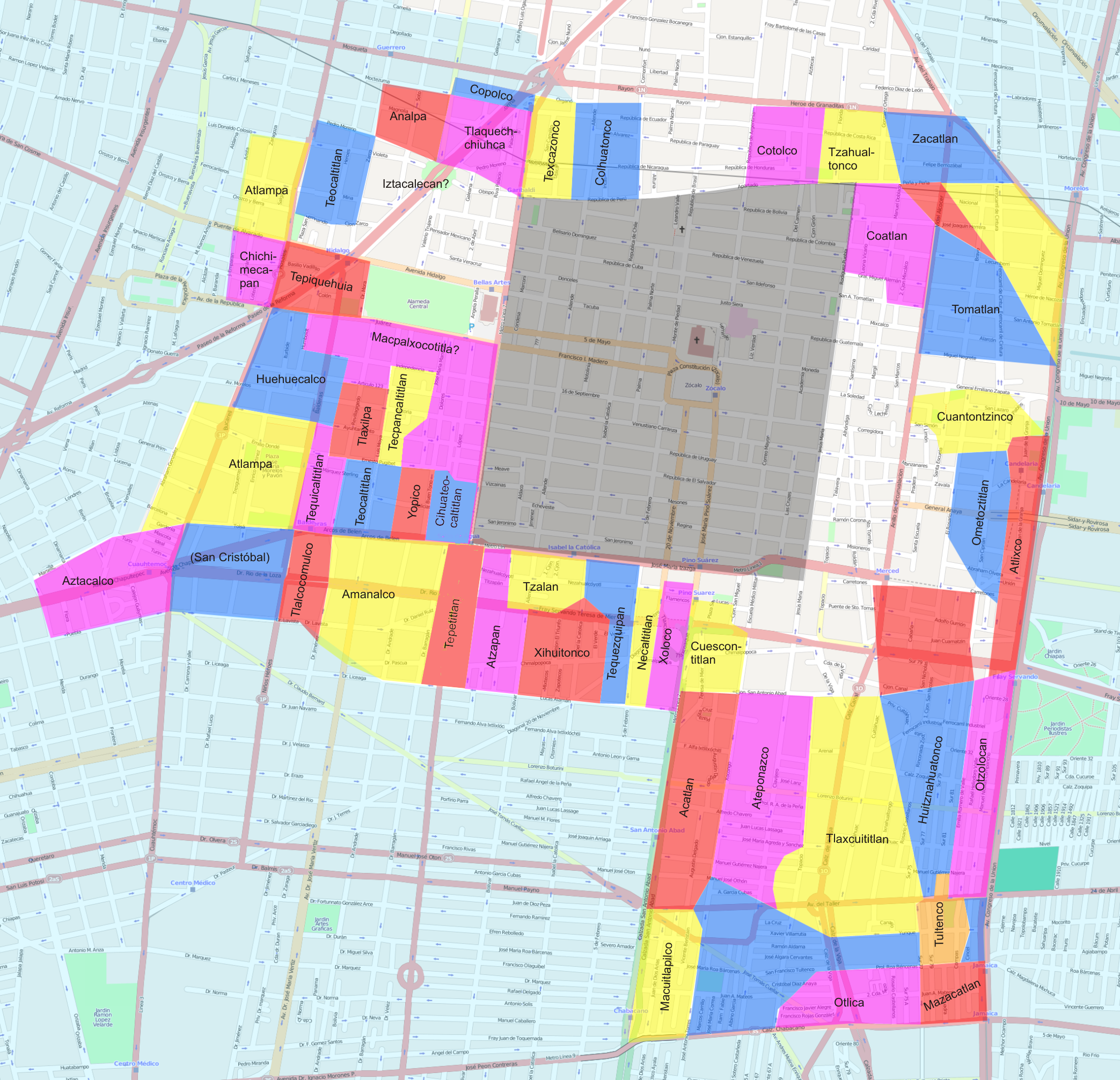
Calpulli (Stadtteile) von Tenochtitlan über modernem Stadtplan. Das graue Rechteck ist der als „traza“ bezeichnete Wohnbezirk der Spanier nach der Eroberung, die dort gelegenen Stadtteile sind nicht bekannt. Zustand Ende des 18. Jahrhunderts.

Das heutige Wappen Mexikos greift den Gründungsmythos von Tenochtitlan auf: Es zeigt einen Adler, der mit einer Schlange in den Krallen auf einem Kaktus sitzt.

Die Inseln, auf denen Tenochtitlan und Tlatelolco lagen, nahmen rund 13 Quadratkilometer Gesamtfläche ein. Die Stadt war mit dem Festland durch fünf Dämme verbunden, die aus Stein und Erde gebaut waren. Sie wiesen mehrere Unterbrechungen auf, die durch bewegliche hölzerne Brücken geschlossen wurden. Diese Tatsache nutzten die Azteken besonders im Jahre 1521 aus, als sie ihre Stadt gegen die Spanier verteidigten. Da Tenochtitlan nur über die Dammstraßen und den Seeweg zu erreichen war, besaß es keine Stadtmauer.
Die Dammwege mündeten aus Norden, Westen und Süden kommend vor dem Templo Mayor auf den großen Marktplatz von Tlatelolco und den Platz vor dem Templo Mayor in Tenochtitlan. Dieser bildete das Zentrum der Stadt. Um den Platz herum wurden im Laufe der Geschichte der Azteken die Paläste der Herrscher Moctezuma I., Axayacatl und Moctezuma II. errichtet. Die rechtwinklig zueinander verlaufenden Hauptstraßen teilten Tenochtitlan gleichzeitig in die vier Stadtteile Moyotlan, Zoquiapan, Atzacualco und Cuepopan, die wiederum in kleinere Stadtteile gegliedert waren. Der Verkehr innerhalb der Stadt bewegte sich auf einem Labyrinth aus Gassen und Kanälen. Für den Handel mit anderen Siedlungen wurde neben den Dammstraßen auch der Hafen im Osten Tenochtitlans benutzt.
Dicht gedrängt standen die oft mehrstöckigen Wohnhäuser der unteren Gesellschaftsschichten; ein Teil war als Pfahlbauten errichtet. Die Wohngrundstücke besaßen, besonders in den äußeren Stadtteilen, häufig einen eingezäunten Garten. Dahinter schlossen sich die so genannten Chinampas an, Felder, die oft nur wenige Meter breit, dafür im Verhältnis zu ihrer Breite sehr lang waren. Die Chinampas waren Anbauflächen, die aus dem sumpfigen Boden gewonnen wurden und die aufgrund ihrer günstigen Bodenfeuchtigkeit häufig mehrere Ernten im Jahr ermöglichten. Dennoch reichten die Chinampas allein nicht aus, um die stetig wachsende Bevölkerung Tenochtitlans zu ernähren. Zudem wurde der Landbesitz mit der Vergrößerung der Stadt und des aztekischen Reiches mehr und mehr zu einem Privileg des Adels. Allerdings war der Anteil der höhergestellten Schichten an der Bevölkerung verhältnismäßig hoch. 
Eine herausragende Bedeutung nahm der ausgedehnte Tempelbezirk ein. Um den Templo Mayor gruppierten sich einige größere und kleinere Tempel, die verschiedenen Gottheiten und bestimmten Kulten einzelner Gesellschaftsschichten geweiht waren. Des Weiteren gab es im Tempelbezirk einen eigens angelegten Platz für das rituelle Ballspiel.
Den Nordteil der Stadt bildete die bis 1473 unabhängige Stadt Tlatelolco. Die Siedlung war bereits vor ihrer Eroberung eng mit Tenochtitlan verbunden und ein wirtschaftliches Zentrum der Region gewesen. Nach der Unterwerfung durch die Bewohner Tenochtitlans behielt Tlatelolco diesen Charakter größtenteils bei; selbst die Spanier waren beeindruckt von der Größe und Warenvielfalt des Marktes von Tlatelolco.  Insgesamt dürften bei Ankunft der Spanier in den beiden nun vereinigten Städten mehrere zehntausend Menschen gelebt haben, möglicherweise sogar mehr als 150.000.  Tenochtitlan wäre damit zu dieser Zeit eine der größten Städte der Welt gewesen.

## Geschichte

### Gründung und erste Jahre

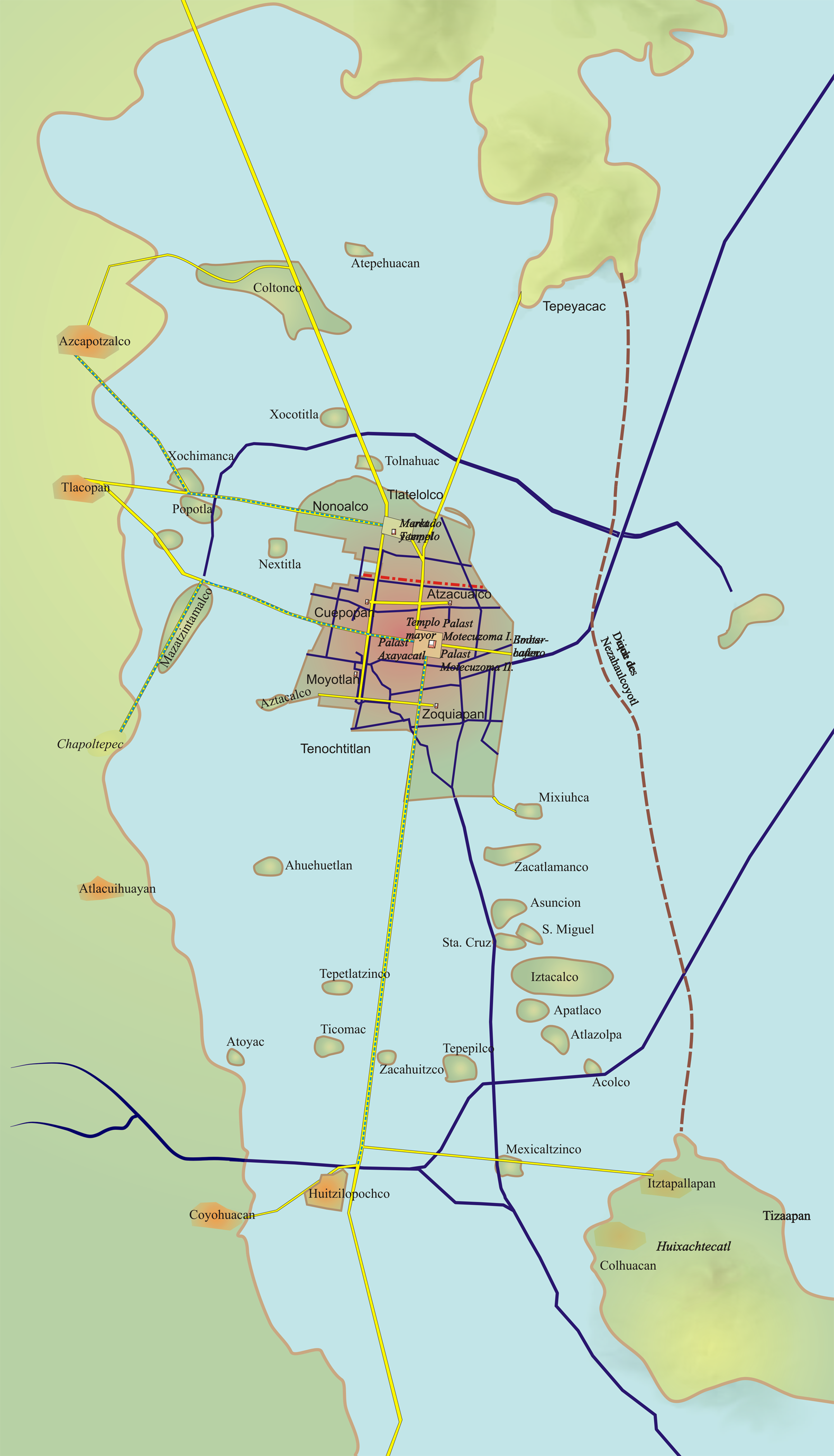
Rekonstruktion der Lage von Tenochtitlan, Tlatelolco, Tlacopan, weiteren Orten am Festland und den zugehörigen Inseln im Texcoco-See

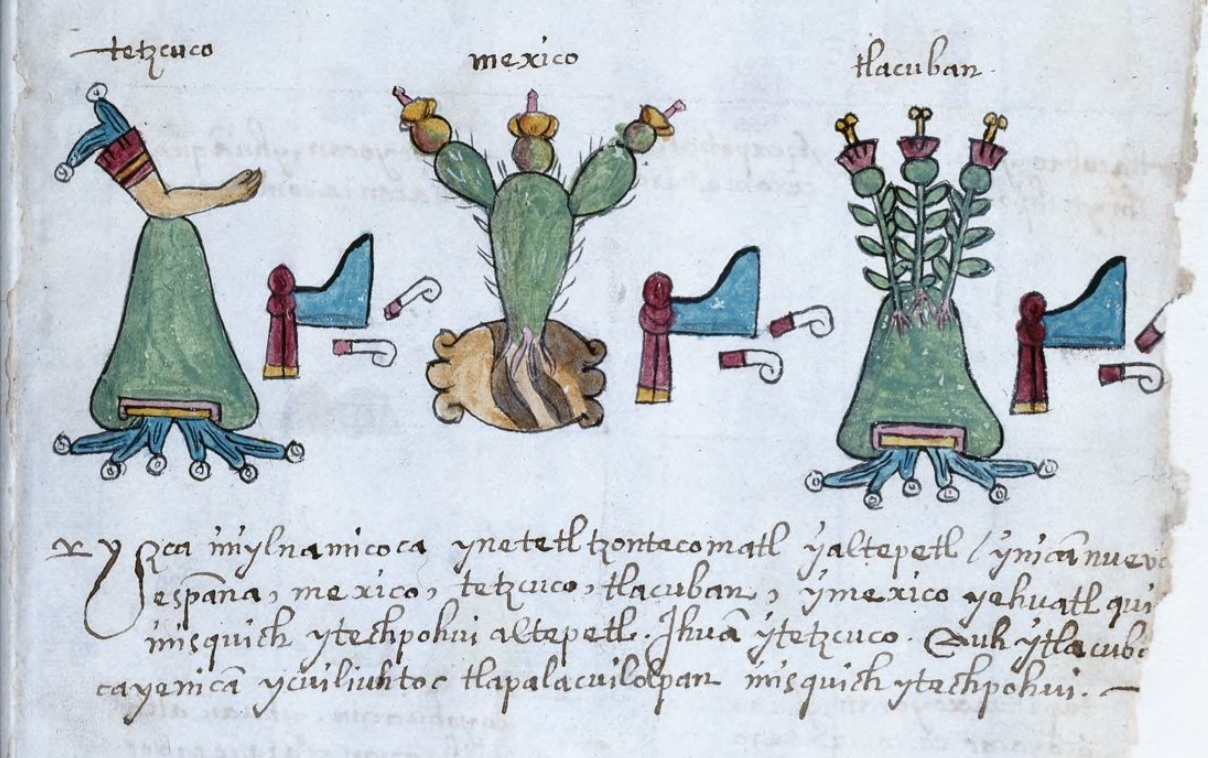
Die Symbole der drei Mitglieder des aztekischen Dreibundes Texcoco, Tenochtitlan und Tlacopan (von links) auf Seite 34 des Kodex Osuna

Der Legende nach liegt der Ursprung der Azteken in einem Ort namens Aztlán, dessen genaue Lage unbekannt ist. Von dort aus wanderten sie auf Weisung ihres Gottes Huitzilopochtli in Richtung Südwesten, bis sie nach einigen Zwischenstationen ins Tal von Mexiko gelangten. Die Priester weissagten dort, man solle sich niederlassen, wo ein Adler auf einer Opuntie sitzt und mit einer Schlange kämpft. Der Ort wurde schließlich auf einer Insel im Westteil des Texcoco-Sees gefunden, wo man unter dem mythischen Anführer Ténoch begann, die Stadt zu errichten. Bei Tenoch handelt es sich um eine aus dem Ortsnamen abgeleitete Figur.
Der Zeitpunkt der ersten aztekischen Besiedelung lässt sich auf die Zeit zwischen 1320 und 1350 datieren. Vermutlich bestand aber schon vorher eine Siedlung an dieser Stelle. Wenige Jahre nach der Gründung wurde auf einer Insel nördlich der Stadt eine weitere Siedlung, Tlatelolco, gegründet. Wenngleich beide Orte politisch immer wieder gemeinsam agierten, gab es zuweilen auch Feindseligkeiten, bis im Jahre 1473 der Herrscher von Tlatelolco, Moquixhuix, getötet und die Stadt von Tenochtitlan aus regiert wurde.
Als erster historisch gesicherter Herrscher lässt sich der König Acamapichtli nachweisen, der gegen Ende des 14. Jahrhunderts regierte.  Bereits unter seinem Nachfolger Huitzilíhuitl begann die Integration der jungen Stadt in das lokale Machtgefüge, denn er heiratete die Tochter des Herrschers von Tlacopan, wodurch sich unter anderem durch die Erlassung von Tributpflichten eine gewisse Gleichberechtigung mit anderen Städten einstellte.

### Die Sicherung der Hegemonie Tenochtitlans
Chimalpopoca, Huitzilíhuitls Sohn, bestieg den Thron von Tenochtitlan als Jugendlicher, doch wurde er auf Betreiben von Maxtla ermordet, des Herrschers von Azcapotzalco. An Chimalpopocas Stelle trat sein Onkel Itzcóatl, der nun Maxtla ebenso unterwarf wie die von ihm eingesetzten Herrscher in anderen Städten. Dies gelang erst nach einem Krieg, in dessen Verlauf Texcoco und die tepanekische Hauptstadt Azcapotzalco erobert wurden. Nach dem Krieg versprachen sich die nun verbündeten Städte Tenochtitlan, Tlacopan und Texcoco ihre gegenseitige Treue und schlossen den sogenannten Aztekischen Dreibund. Mit der Niederlage der Tepaneken war die aztekische Vorherrschaft über das Tal von Mexiko endgültig gesichert.
Während der Herrschaft des Itzcoátl kam es auch in Tenochtitlan zu weitreichenden Veränderungen. Durch den Bau eines Trinkwasseraquädukts sowie der drei Dammwege wurde einerseits die Verbindung zum Festland gestärkt, andererseits die Trinkwasserversorgung der wachsenden Stadt gesichert. Gleichzeitig wurde Landbesitz zunehmend ein Privileg des Adels und somit zu einem Machtsymbol. Daneben wurden auf Itzcóatls Anweisung hin viele alte Bilderhandschriften vernichtet; der Grund dafür ist in der modernen Forschung umstritten. 
Ein relativ wahrscheinlicher Grund für die Verbrennung der Handschriften dürfte darin bestanden haben, die bestehenden Herrschaftsverhältnisse und somit die Existenz der eigenen Dynastie zu legitimieren.
Nach dem Tod von Itzcóatl im Jahre 1440 kam Moctezuma I. an die Macht. In die Zeit seiner Herrschaft fallen mehrere Naturkatastrophen: zwischen 1446 und 1450 ereigneten sich eine Heuschreckenplage, eine Überschwemmung und eine Hungersnot. Besonders das letztere Ereignis veranlasste viele Bewohner, die Stadt zu verlassen. Zwar wurde zur Verhinderung einer weiteren Überschwemmung östlich von Tenochtitlan ein 16 Kilometer langer Deich quer über den See gebaut, doch war es offenkundig geworden, dass die Stadt ihre Bewohner nicht länger aus eigener Kraft ernähren konnte. Deshalb unternahm Moctezuma Feldzüge in Richtung Süden, um die dortigen Stadtstaaten zu unterwerfen und ihnen Tribute aufzuerlegen.

### Innen- und außenpolitische Konsolidierung der Hegemonie
Wer direkt nach Moctezumas Tod 1469 auf den Thron von Tenochtitlan gelangte, ist nicht sicher geklärt.  Es scheint jedoch 1471 nach langen Verhandlungen eine Einigung auf Axayacatl stattgefunden zu haben, einen Enkel des Itzcóatl. Er unterwarf 1473 endgültig die Nachbarstadt Tlatelolco, die daraufhin immer mehr mit Tenochtitlan verschmolz und bis zur spanischen Eroberung Mexikos vollständig ein Teil von Tenochtitlan geworden war. Mit der Eroberung der Stadt erlangten die Azteken nun auch die Kontrolle über ein wichtiges Handelszentrum im Tal von Mexiko.

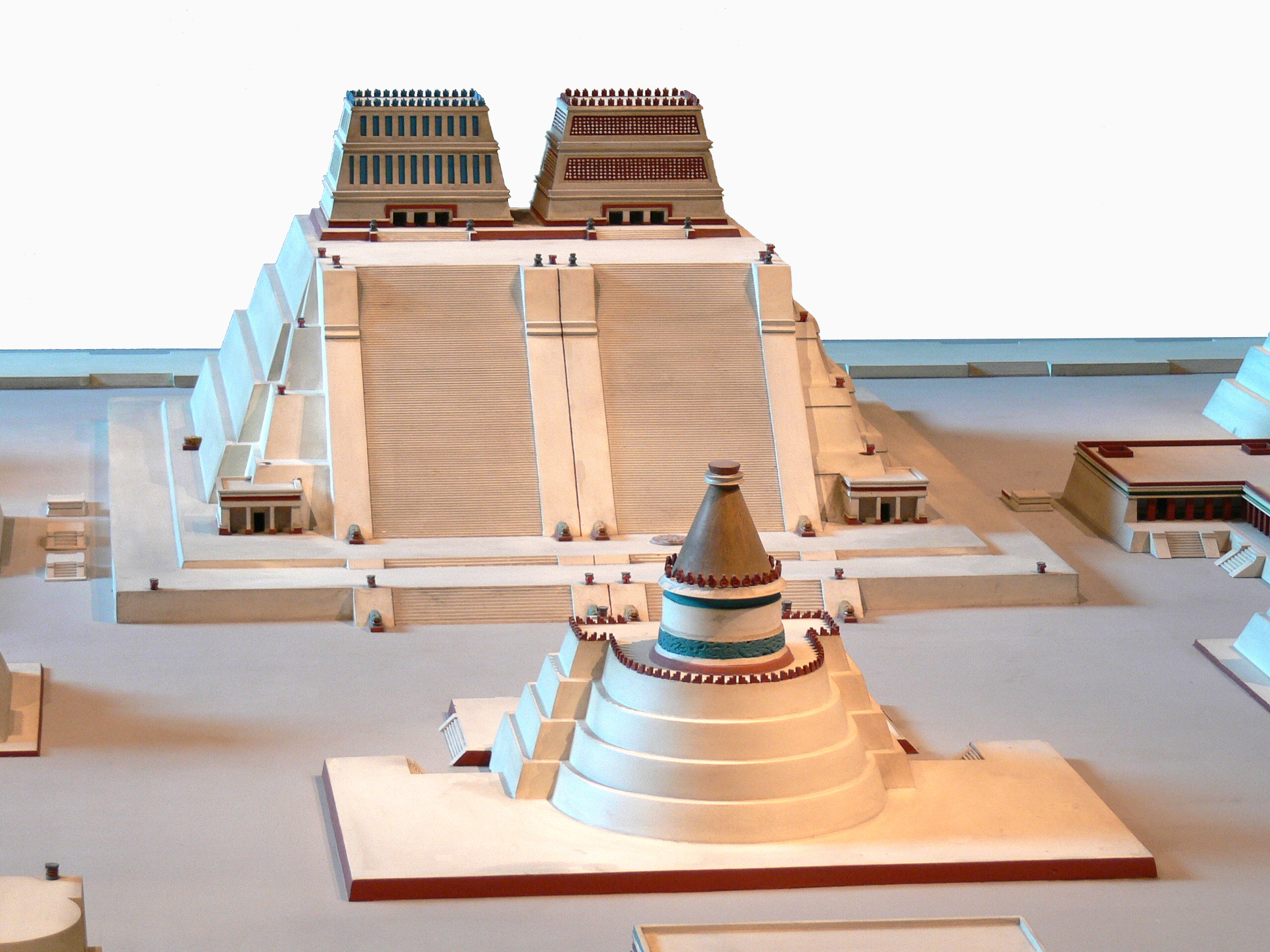
Modell des großen Tempels

Unter Axayacatls Bruder Tízoc wurde mit einer massiven Erweiterung des Templo Mayor begonnen, der als zentraler Tempel der Stadt den Göttern Tlaloc und Huitzilopochtli geweiht war. Anlässlich seiner feierlichen Einweihung, die bereits vom nächsten König Auítzotl vorgenommen wurde, wurden vier Tage lang möglicherweise bis zu zwanzigtausend Menschen geopfert, die bei den vorangegangenen Feldzügen des Herrschers als Kriegsgefangene gemacht worden waren. Auítzotl gelang unter anderem die Unterwerfung der fernen Provinz Xoconochco an der heutigen Grenze Mexikos mit Guatemala. Beim Versuch, einen weiteren Aquädukt von einem See südwestlich der Stadt nach Tenochtitlan hinein zu bauen, wurde die aztekische Hauptstadt jedoch überflutet und zum großen Teil zerstört. Die Wasserleitung musste aufgegeben werden; in Tenochtitlan selbst war ein fast völliger Neuaufbau nötig.

### Herrschaft Moctezumas II. und Zerstörung der Stadt durch die Spanier
1502 wurde Moctezuma II. König der Azteken. Er unternahm einige Feldzüge nach Norden sowie in die südlich gelegene Region Oaxaca, um die wirtschaftliche Position Tenochtitlans zu stärken. Der neue Herrscher vertiefte allerdings auch bewusst die Kluft zwischen Adel und Volk, da er viele Nicht-Adelige aus dem Staatsdienst entließ. Bekannt ist Moctezuma jedoch vor allem aufgrund seiner Rolle bei der Eroberung Mexikos durch die Spanier. Er akzeptierte, dass sich die Spanier 1519 in Tenochtitlan niederlassen konnten, und ließ sich von ihnen in eine Marionettenrolle zwingen. Bei einer Rebellion, während der Moctezuma getötet wurde, wurden die Spanier zusammen mit ihren tlaxcaltekischen Verbündeten zwar unter großen Verlusten aus der Stadt vertrieben, doch kehrten sie mit Verstärkung aus der Heimat einige Monate später zurück. Viele Bewohner starben durch Hunger und eingeschleppte Krankheiten während der nun folgenden Belagerung.
Mit Schiffen und Kanonen unterbanden die Konquistadoren die Versorgung der Stadt über den See mit Kanus.
Beim Frontalangriff über die Dammwege verwickelten die Verteidiger die Spanier in erbitterte Häuserkämpfe. Die Invasoren rissen nahezu jedes Haus in Tenochtitlan nieder und konnten den Widerstand am 13. August 1521 in Tlatelolco endgültig brechen. Der letzte König Cuauhtémoc wurde auf der Flucht in einem Kanu gefangen genommen.
Nach dem Sieg gestattete Hernán Cortés den Einwohnern freien Abzug. Bald nach der Eroberung der Stadt wurde mit der Reparatur der Straßen begonnen und auch die Wasserversorgung wurde wiederhergestellt. Die Kanäle wurden mit dem Schutt der niedergerissenen Häuser zugeschüttet. Die Spanier erlaubten nach zwei Monaten die Rückkehr der Bewohner in die zerstörte Stadt, während sie sich selbst im Zentrum der ehemaligen aztekischen Hauptstadt niederließen. Doch statt die alten Häuser wiederherzustellen, errichteten sie neue Gebäude aus den Trümmern der Ruinen.
So entstand der Palast der spanischen Vizekönige aus den Überresten des Palastes des Moctezuma und die Kathedrale auf dem Gelände vor dem Templo Mayor. Auch die Pyramiden wurden abgerissen und als Steinbruch verwendet. Mit der Errichtung des Vizekönigreichs Neuspanien 1535 wurde Tenochtitlan schließlich zur Hauptstadt des neuen Vizekönigreichs und in Ciudad de México (Mexiko-Stadt) umbenannt.

## Erforschung
Der Großteil der Kenntnis über Tenochtitlan stammt aus Berichten der Konquistadoren, der Mönche und indianischer Autoren des 16. und 17. Jahrhunderts. Da die Stadt unmittelbar nach der Eroberung auf den Trümmern neu errichtet wurde, sind die materiellen Überreste von der modernen Stadt vollständig überdeckt, archäologische Grabungen sind deshalb nur auf den wenigen freien Plätzen und im Zusammenhang mit Neubauten möglich. Vereinzelt kann man in den heutigen Gebäuden Teile der aztekischen Baumasse erkennen, doch der Großteil der alten Stadt dürfte unwiederbringlich verloren sein. Das Straßen- und Kanalnetz von Tenochtitlan ist jedoch im modernen Straßenbild des Stadtzentrums weitgehend erhalten geblieben.

### Rekonstruktion durch Analyse des Stadtbildes

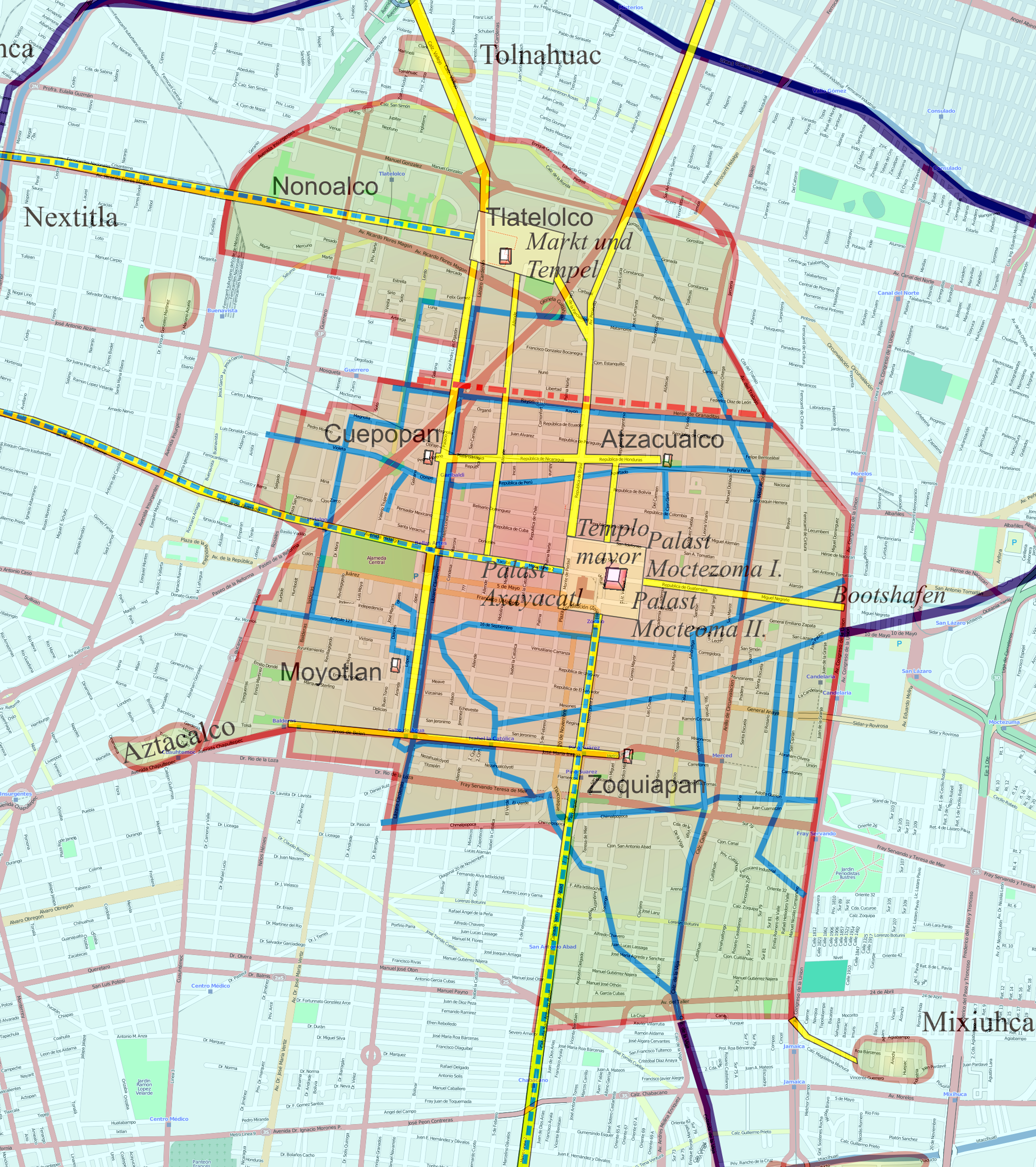
Rekonstruktiver Plan der Hauptstraßen und Kanäle von Tenochtitlan und Tlatelolco über modernem Stadtplan

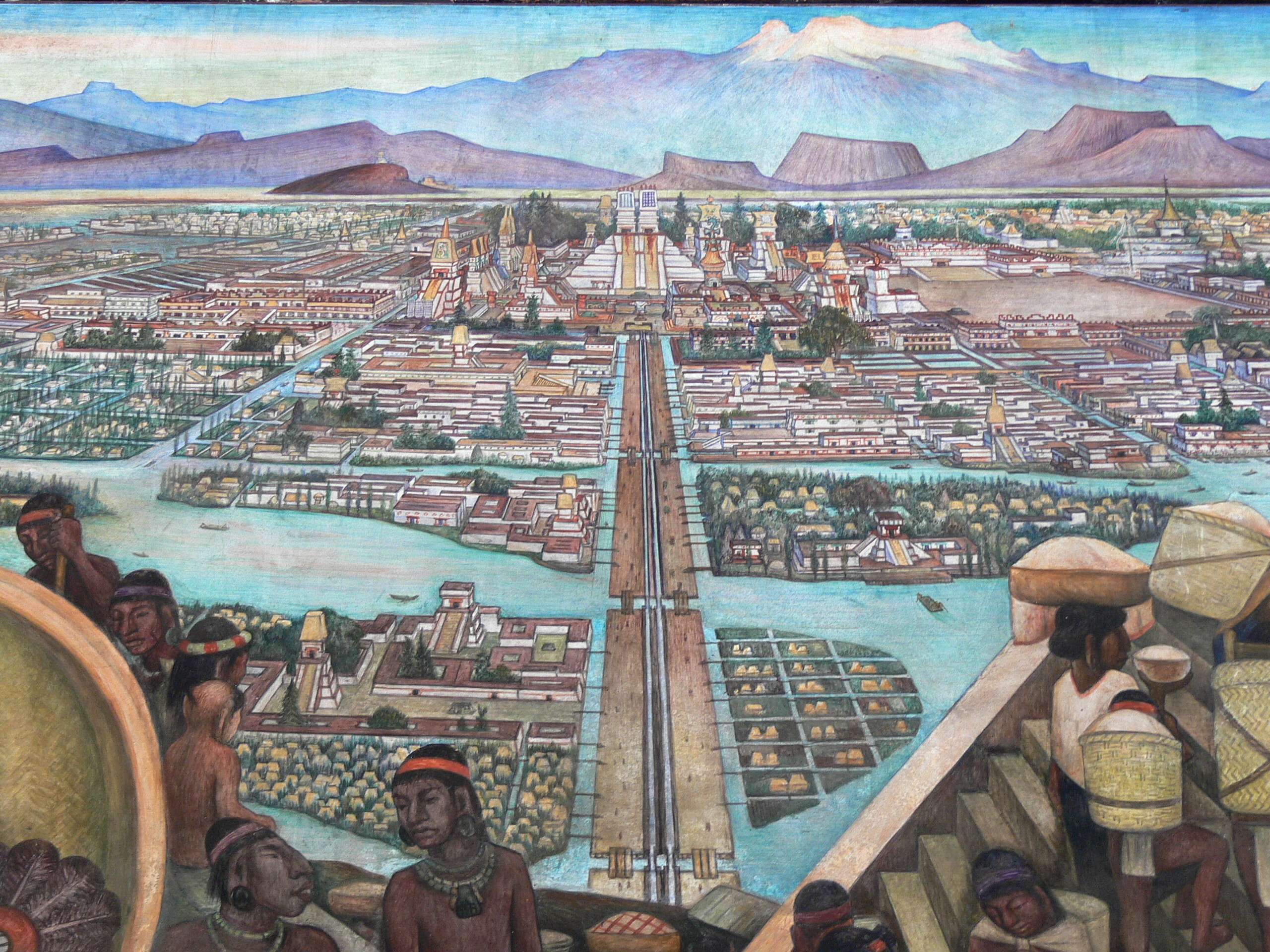
Markt in Tlatelolco, Bild von Diego Rivera

Ein gutes Beispiel für die Konstanz des Straßenbildes ist die Lage der vier Tempel der Stadtviertel von Tenochtitlan. Sie zeichnen sich im modernen Stadtbild noch deutlich einschließlich der zu ihnen führenden Zugangsstraßen und kleine Plätze ab:
- Zoquiapan – Plaza San Lucas
- Moyotla – Calle Victoria
- Cuepopan – Calle Obispo
- Atzacualco – Plaza del Estudiante

### Zufällige Funde

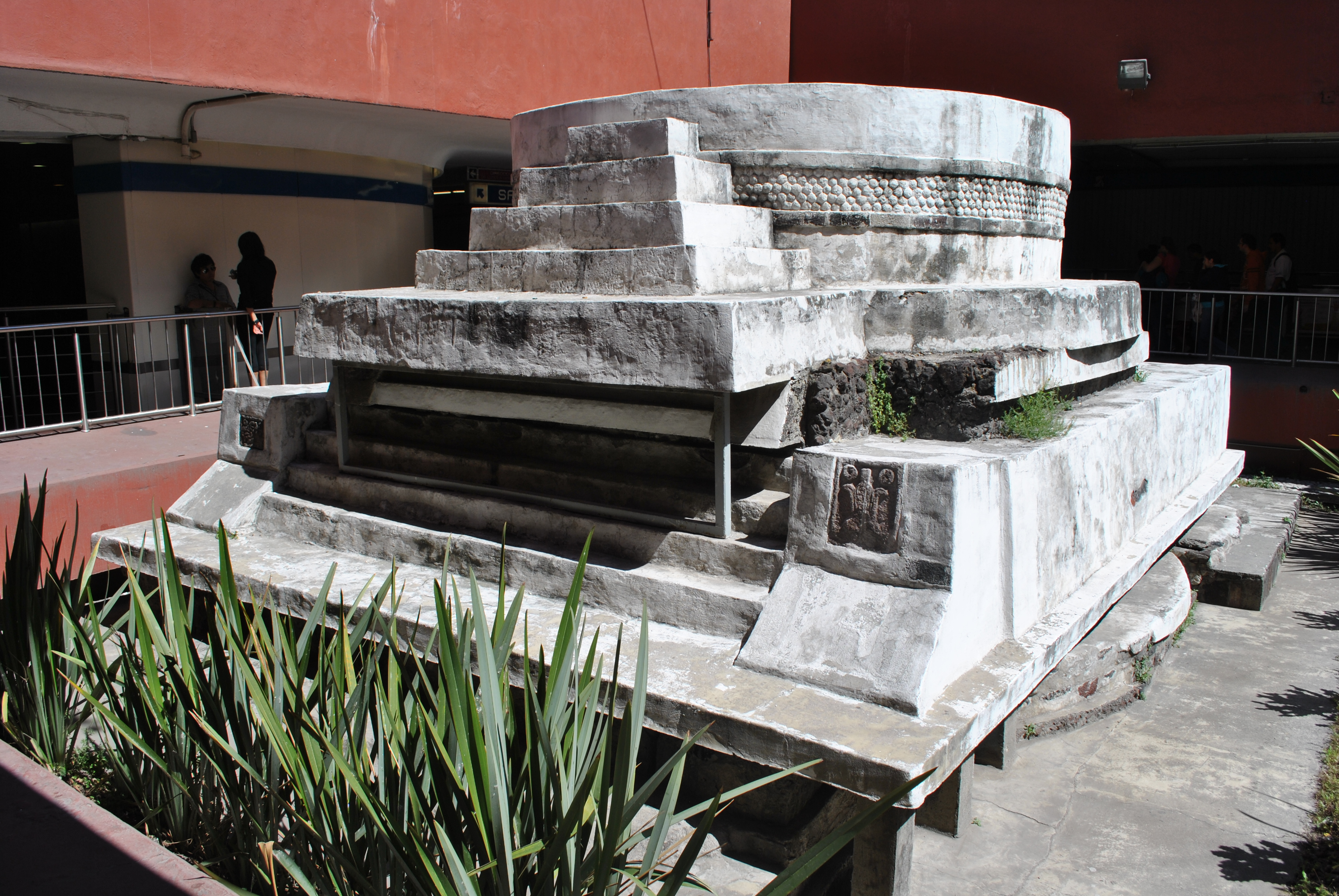
Rundtempel des Ehecatl in der Station Pino Suárez

Im Laufe der Jahrhunderte gab es zahlreiche Zufallsfunde aztekischer Relikte, insbesondere von Steinmonumenten und Keramikdepots. Zu diesen gehören die nahe der Südwestecke des Palacio Nacional gefundene monumentale Figur der Göttin Coatlicue und das „Teocalli de la Guerra Sagrada“, ein Steinmonument in Gestalt einer Tempelpyramide, auf dessen Rückseite eine Darstellung der Szene mit dem Adler auf dem Kaktus zu sehen ist, und der Sonnenstein.

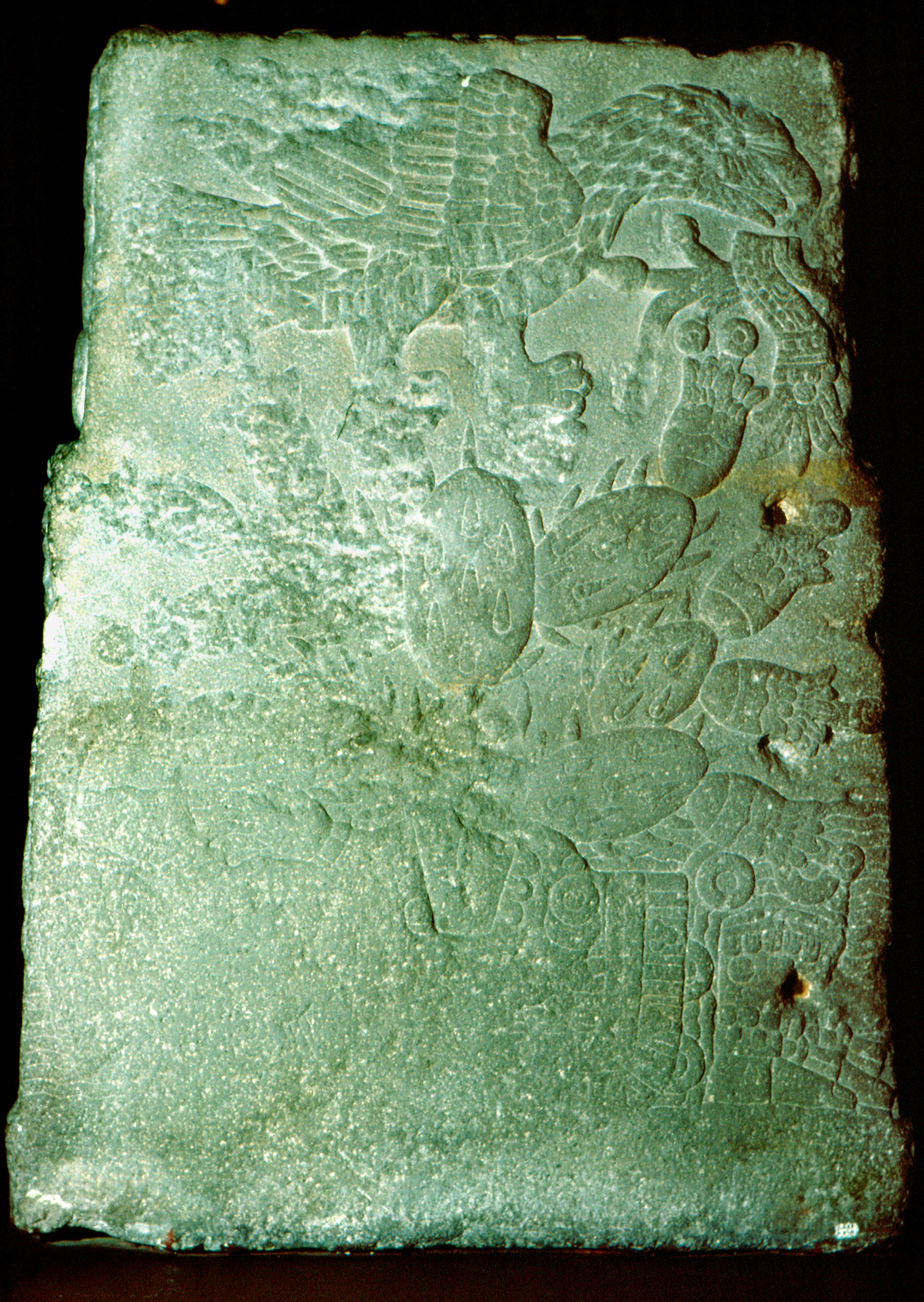
Aztekisches Monument „Teocalli de la Guerra Sagrada“, Rückseite

Die ersten systematischen Ausgrabungen kleineren Umfangs wurden erst zu Beginn des 20. Jahrhunderts durchgeführt. Weitere Ausgrabungen wurden durch Arbeiten an Versorgungsleitungen (Strom, Kanalisation) oder den das Stadtzentrum durchquerenden U-Bahn-Linien (insbesondere Linie 2, die den Zócalo im Osten und Norden umfährt und dabei den Templo Mayor beinahe berührt, und die Linie 8 im Bereich des Theaters „Palacio de Bellas Artes“) ausgelöst. Beim Bau der Station Pino Suárez am Schnittpunkt der Linien 1 und 2 wurde ein kleiner Rundtempel angeschnitten, der vermutlich dem Windgott Ehecatl geweiht war. Er wurde rekonstruiert und durch Umplanung in die Station einbezogen. Weitere Funde im Raum um den Zócalo wurden als Blöcke geborgen und ins Museum transportiert. Der enge Zeitplan der Bauarbeiten erschwert die archäologische Untersuchung erheblich.

### Planmäßige Grabungen
Neben der flächendeckenden Bebauung des Stadtzentrums wird die archäologische Untersuchung durch die geologischen Verhältnisse behindert: Das gesamte Stadtzentrum und weite Teile der Stadt darüber hinaus sind auf dem Boden des im 16. Jahrhundert trockengelegten Texcoco-Sees errichtet. Die tiefreichenden Sedimente des Seebodens führen dazu, dass die alte Oberfläche mehrere Meter unter der modernen und meist im Bereich des Grundwassers liegt. Eine für Grabungen erforderliche künstliche Grundwasserabsenkung würde benachbarte Bauten in ihrer Stabilität gefährden. Die Auswirkungen der prekären Bodenverhältnisse sind besonders gut bei der Kathedrale am Zócalo zu erkennen, die sich nach Westen neigt, während das unmittelbar angrenzende Babtisterio nach Osten einsinkt. Zahlreiche Kirchen im Stadtzentrum liegen heute bereits rund 2 m unter dem Straßenniveau. Größere vorspanische Bauten zeichnen sich manchmal durch Hügel im Straßenverlauf ab.

#### Haupttempel von Tenochtitlan
Die Lage des alten Haupttempels war seit kleineren Freilegungen zu Beginn des 20. Jahrhunderts nahe der Ecke der Straßen „República de Argentina“ und dem heute aufgelassenen Teil der Straße „República de Guatemala“ grob bekannt. Die dichte Bebauung hatte jedoch weitergehende Grabungen verhindert. Der zufällige Fund eines großen Reliefs, das die tote Göttin Coyolxauhqui darstellte, wurde 1978 zur Initiierung des „Proyecto Templo Mayor“ genutzt. Ziel des Vorhabens unter der Leitung des mexikanischen Archäologen Eduardo Matos Moctezuma, für das eine Reihe von Häusern abgerissen werden musste, war die vollständige Ausgrabung der Reste des Haupttempels von Tenochtitlan.

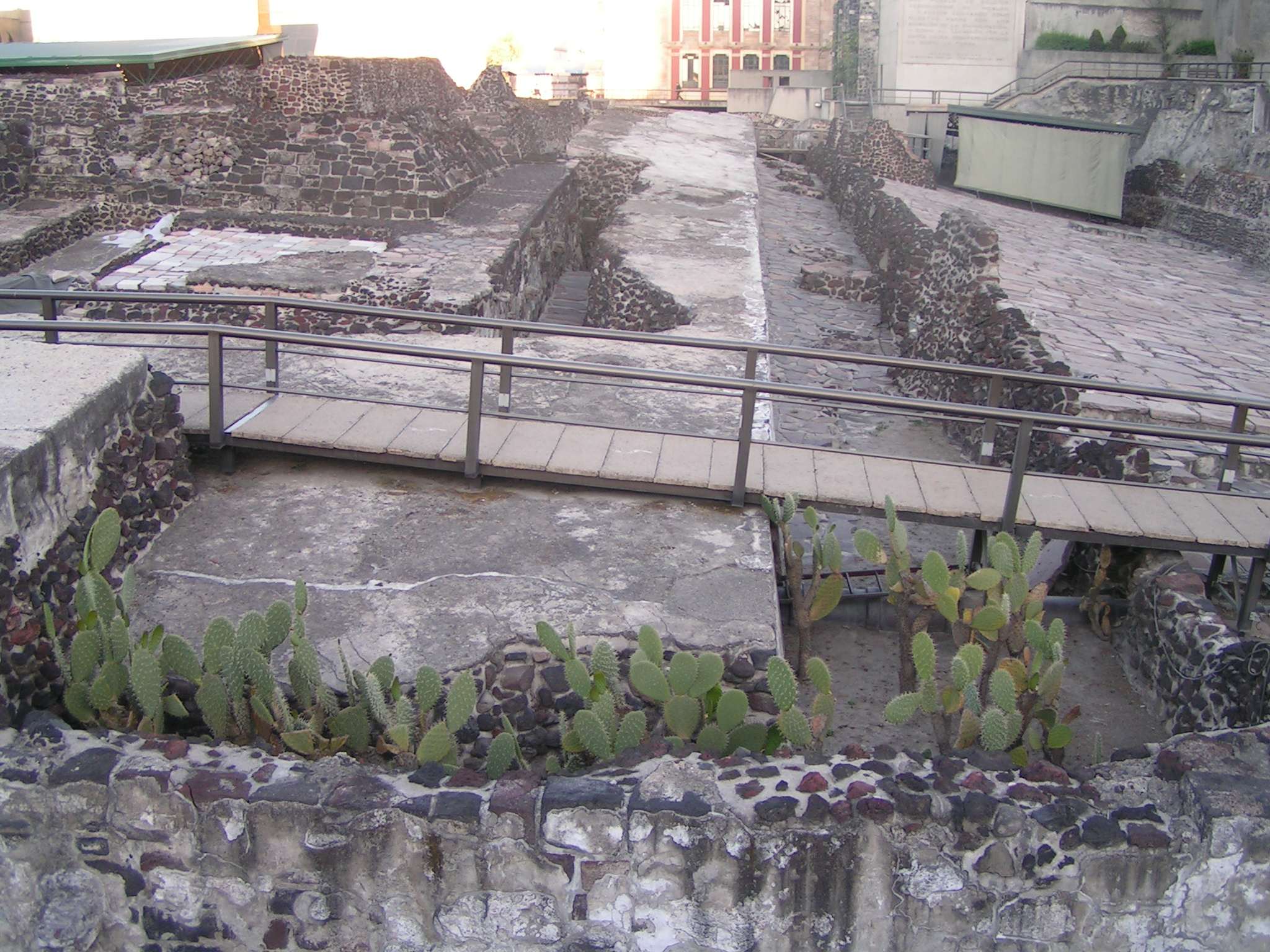
Die Ausgrabungsstätte des Templo Mayor

Bei den Ausgrabungen von 1978 bis 1982 wurden mindestens sieben Bauphasen des Haupttempels freigelegt, der immer wieder erweitert worden war, sowie eine Reihe von Nebengebäuden. Von der jüngsten Bauphase des Tempels, den die spanischen Eroberer angetroffen und zerstört hatten, sind nur geringe Reste erhalten. Die vermutete früheste Bauphase, die dem nach den Legenden an dieser Stelle errichteten Altar aus Erde entsprechen würde, wurde nicht gesucht, da vermutlich schwer zu finden und außerdem zu tief im Bereich des Grundwassers. Die Zuweisung der Bauphasen zu einzelnen Herrschern und damit deren Datierung sind hypothetisch. Die überaus große Menge von Fundstücken stammt aus den letzten zwei Jahrhunderten vor der spanischen Eroberung. Viele der archäologischen Fundstücke lassen sich heute im Nationalmuseum für Anthropologie (spanisch Museo de Antropología) und im unmittelbar hinter dem Ausgrabungsgebiet gelegenen neuen Museo del Templo Mayor besichtigen.
Nördlich des Haupttempels wurde ein Baukomplex freigelegt, der offenbar Versammlungsräume für Würdenträger oder Krieger darstellt. In ihm laufen den Wänden entlang gemauerte Sitzbänke, die in Form und Dekoration sehr deutlich an entsprechende Konstruktionen in den Säulenhallen von Tula erinnern und von diesen inspiriert sein müssen.
Auch unter der von den Spaniern erbaute Kathedrale wurden seit den 1970er-Jahren bei Bauarbeiten zur Stabilisierung des in den weichen Boden einsackenden Gebäudes Reste von Bauten des Vorplatzes des Tempels gefunden, die jedoch nicht sicher zuzuordnen sind.
Das an verschiedenen Stellen ausgestellte Modell des Tempelbezirkes geht auf Studien des mexikanischen Archäologen Ignacio Marquina zurück, der sich ausschließlich an den schriftlichen Berichten orientierte, und ist durch die Grabungen inzwischen in vielen Teilen überholt.

#### Zentrum
Einen Häuserblock nördlich der Kathedrale (Calle Donceles) wurden um 2008 bei Rettungsgrabungen für die Errichtung eines Neubaues die mehr als 5 m tief liegenden Fundamente von zwei Bauten gefunden, von denen eines als calmecac interpretiert wird. Es handelt sich um eine von gemauerten Pfeilern getragene und über eine im Süden vorgelagerte Treppe zu erreichende Säulenhalle mit einer gemauerten, die Rückwand entlanglaufenden Bank. Im Bereich des Gebäudes wurden mehrere „bestattete“ Dachzinnen aus gebranntem Ton in Form einer aufgeschnittenen Schnecke gefunden sowie eine große Skulptur eines cuauhxicalli in Gestalt eines überdimensionalen Adlers.

#### Digitale 3D-Rekonstruktion
Der niederländische Grafikkünstler und Videospieleentwickler Thomas Kole hat auf Grundlage wissenschaftlicher Recherche die Stadt, ihre Architektur und die Seenlandschaft digital nachgebildet. Die Ergebnisse sind auf seiner Website zu finden und vermitteln ein mögliches Erscheinungsbild der Stadt.

### Sachliteratur
- Hanns J. Prem: Die Azteken. Geschichte – Kultur – Religion. Verlag C. H. Beck, München 2006, ISBN 3-406-45835-1.
- Felipe Solis Olguin, Eduardo Matos Moctezuma: Aztecs. Royal Academy of Arts, London 2002, ISBN 1-903973-13-9. (englisch)
- David E. Stannard: American Holocaust. The conquest of the New World. Oxford University Press, New York 1993, ISBN 0-19-508557-4. (englisch)
- Charles C. Mann: 1491. New revelations of the Americas before Columbus. Alfred A. Knopf, New York 2005, ISBN 1-4000-4006-X. (englisch)
- José Luis de Rochas: Tenochtitlan: Capital of the Aztec Empire. University Press of Florida, 2012, ISBN 978-0-8130-4220-6. (englisch)

### Literarische Rezeptionen
- José León Sánchez: Tenochtitlan. Die letzte Schlacht der Azteken. (Originaltitel: Tenochtitlan – La última batalla de los aztecas.) Unionsverlag Taschenbuch, Zürich 2004, ISBN 3-293-20306-X.
- Gary Jennings: Der Azteke. (Originaltitel: AZTEC.) Fischer Taschenbuchverlag, Frankfurt am Main 2004, ISBN 3-596-16522-9.
- Colin Falconer: Die Aztekin. (Originaltitel: Feathered Serpent.) Heyne 1997, ISBN 3-453-12338-7.